# (3304) Pearce
(3304) Pearce es un asteroide perteneciente al cinturón de asteroides, descubierto el 2 de marzo de 1981 por Schelte John Bus desde el Observatorio de Siding Spring, Nueva Gales del Sur, Australia.

## Designación y nombre
Designado provisionalmente como 1981 EQ21. Fue nombrado Pearce en honor al astrofísico canadiense Joseph Algernon Pearce.